# Party Around the World
Party Around the World är ett studioalbum av den svenska popgruppen Smile.dk, släppt 2008. Detta album markerar gruppens comeback efter sex år utan nya låtar.

## Låtlista
1. "Doki Doki" – 3:05
2. "Japanese Boy" – 3:18
3. "Temptation Islands" – 3:36
4. "Nothing's Missing (For Once in my Life)" – 4:09
5. "Koko Soko" – 3:07
6. "Summer Party" – 3:12
7. "It's in your Melody" – 3:31
8. "Chicks Tricks" – 3:00
9. "Hummingbird" – 3:28
10. "Paradise" – 3:23
11. "Tomoe" – 3:08
12. "Party Around the World" – 2:59
13. "Heal My Broken Heart (Almighty Definitive Mix)" – 6:26